# بيلتونغ

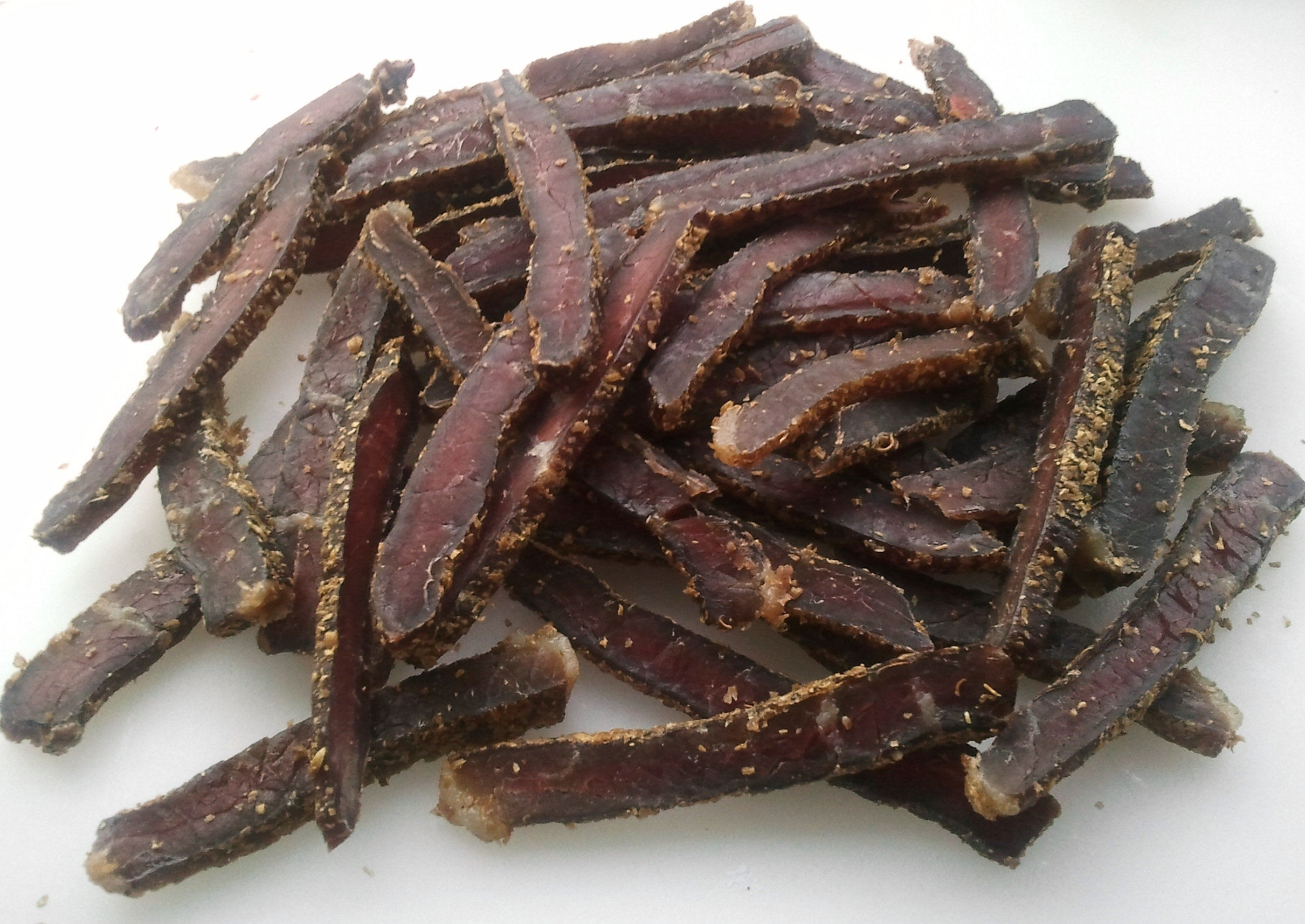
شرائح من بيلتونغ لحم بقر

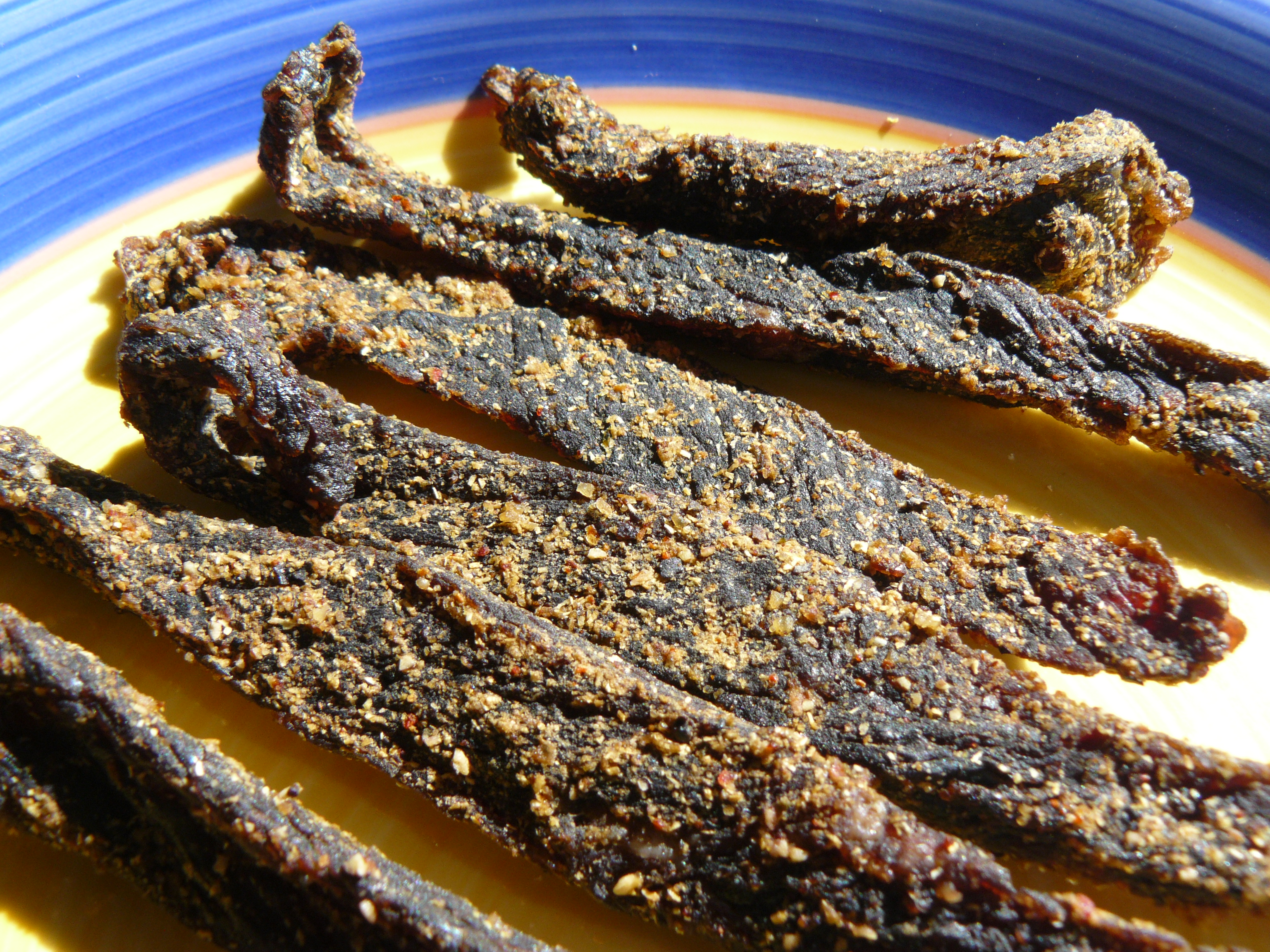
قطع بيلتونغ لحم بقر مُعدّة منزلياً

بيلتونغ (بالإنجليزية: Biltong)‏ هو نوع من أنواع اللحوم المجففة المنتشرة في بلدان منطقة أفريقيا الجنوبية (بوتسوانا وناميبيا وجنوب أفريقيا وزيمبابوي). يدخل في تحضيرها أنواع مختلفة من اللحوم بدءاً من لحم البقر ولحوم الطرائد وصولاً إلى شرائح لحم النعام من المزارع التجارية. وتُحضَّر عادةً من الشرائح النية لهذه اللحوم.
كلمة «بيلتونغ» مشتقة من اللغة الهولندية وتعني «لسان الأرداف» أو «حزام الأرداف».

## المكونات
إن المكونات الأكثر شيوعاً والداخلة في تحضير البيلتونغ هي:
- لحم
- فلفل أسود
- كزبرة
- ملح الطعام
- خل

ومن المكونات التي أصبحت تُضاف وتستخدم حديثاً في تحضير البيلتونغ لإضفاء نكهة ومذاق هنالك خل البلسميك أو خل الحبوب والسكر والفلفل الحار المطحون والمجفف وجوزة الطيب والبابريكا والليمون والثوم وبيكربونات الصوديوم وصلصلة ورشستر، بالإضافة إلى مسحوق البصل ونترات البوتاسيوم.